# Војна полиција Србије
Војна полиција (скраћено ВП) је једна од најбоље обучених и опремљених јединица у склопу Војске Србије. Задатак војне полиције укључује борбу против елитних непријатељских јединица и противтерористичка дејства, борба против организованог криминала и корупције, обезбеђивање људи и установа и друго.

## Подела
- Одред војне полиције специјалне намене „Кобре”
- Батаљон за специјалне операције „Соколови”
- 3. батаљон Војне полиције
- 5. батаљон Војне полиције
- 25. батаљон Војне полиције
- вод војне полиције команде за обуку
- вод војне полиције РВиПВО